# Bitwa pod Reading (1688)
Bitwa pod Reading (Littlecott) – starcie zbrojne, które miało miejsce 9 grudnia 1688 r. w trakcie Chwalebnej Rewolucji.
Dnia 7 grudnia przedstawiciele króla Jakuba II spotkali się z Wilhelmem III Orańskim w karczmie w Hungerford, gdzie uzgodnili prawa dotyczące katolików oraz pozostanie armii obu stron w odległości 40 km od Londynu.
Pomimo tych uzgodnień w rejonie Littlecott (Wiltshire), oddział zwiadowczy Wilhelma kierujący się do Reading, starł się z żołnierzami szkockimi oraz irlandzkimi na służbie Jakuba II. Potyczka zakończyła się porażką zwolenników króla i dezercją jego 500 żołnierzy. Następnego dnia Jakub II po odesłaniu żony i syna, opuścił potajemnie Londyn i zbiegł na okręt, zmierzający do Francji. Monarcha został jednak rozpoznany i odesłany do Londynu, skąd udał się do Rochester. Za zgodą Wilhelma w dniu 23 grudnia odpłynął już swobodnie do Francji. Wygnanie króla zapoczątkowało ruch jakobitów, których celem było przywrócenie tronu Anglii dynastii Stuartów. 